# Athénée royal Ernest Solvay
 (septembre 2014).
Si vous disposez d'ouvrages ou d'articles de référence ou si vous connaissez des sites web de qualité traitant du thème abordé ici, merci de compléter l'article en donnant les références utiles à sa vérifiabilité et en les liant à la section « Notes et références ».
Pour les articles homonymes, voir Athénée.
L'Athénée royal Ernest Solvay (anciennement Collège communal de Charleroi et Athénée royal de Charleroi) est un établissement scolaire mixte d'enseignement secondaire général de la Communauté française de Belgique.

## Histoire
En 1802, la Ville de Charleroi crée un « collège communal » pour garçons dans l’ancien couvent des Capucins situé au Passage de la Bourse, au cœur de Charleroi, qu'elle finance. Elle souhaite vite voir l’État Belge prendre en charge ses coûts. Le Gouvernement national l'accepte en 1849 pour autant qu'y soit respecté un programme de cours qu'il fixe. 
En 1879, le Conseil communal charge l’architecte Edmond Legraive de construire un nouveau bâtiment sur le terrain des anciennes fortifications de la ville, démolies l'année précédente. Ce sera l’établissement actuel, boulevard Émile Devreux. Les premiers cours y sont dispensés en 1887. 
L'athénée a près d'un siècle quand, en 1978, il s'ouvre à la mixité des élèves. Il porte depuis 1992 le nom du chimiste et mécène Ernest Solvay, et est dès lors désigné comme  « Athénée Solvay » ou « ARES ».

## Architecture
C'est l’architecte Edmond Legraive qui réalise ce bâtiment sur l'ilot du Quartier Est à la demande du Conseil Communal de Charleroi en 1881.
Derrière une imposante façade, se dévoile un escalier en pierre bleue majestueux. Au pied de l'escalier, une fresque murale représente la vie à l'école dans les années 1930-1940. Une visite virtuelle du bâtiment est possible via le site de l’école.
Le jardin d'accueil a été restauré en 2014 dans l'esprit de l'époque sous les conseils de l’ASBL Centre du Paysage.

## Personnalités liées à l'athénée

### Préfets des Études
| Années      | Nom                    |
| ----------- | ---------------------- |
| 1881 – 1885 | Bertrand, Nestor       |
| 1885 – 1886 | Daxhelet, H.           |
| 1886 – 1890 | Charlier               |
| 1890 – 1895 | Demeuse                |
| 1895 – 1899 | Salmon                 |
| 1899 – 1906 | Lambotte, Edmond       |
| 1906 – 1907 | Léon Bardiaux          |
| 1907 – 1921 | Oscar Terfve           |
| 1921 – 1931 | Arthur Body            |
| 1931 – 1944 | Joseph Hardy           |
| 1944 – 1945 | Fernand Courtoy        |
| 1945 – 1960 | Clément Ronveaux       |
| 1960 – 1970 | Franz Glotz            |
| 1970 – 1985 | Edgard Lecomte         |
| 1985 – 1986 | Marianne Denys         |
| 1986 – 1997 | Jean Janssens          |
| 1997 – 2001 | Jules Boulard          |
| 2001 – 2012 | Michelle Claus-Baivier |
| 2012 – …    | Sabrina Dehaspe        |
| ...         | ...                    |

### Élèves
- Émile Vandam (1832-1888) : avocat, notaire, industriel et député national.
- Léon Bernus (1834-1881) : industriel, philanthrope et écrivain en langue wallonne de Charleroi.
- Jules Audent (1834-1910) : avocat, bâtonnier du barreau de Charleroi, bourgmestre de Charleroi et sénateur.
- Julien Dulait (1855-1926) : ingénieur et industriel, fondateur des Ateliers de constructions électriques de Charleroi (ACEC).
- Augustin Édouard Michel du Faing d'Aigremont (1855-1931) : général dans l'armée belge pendant la Première Guerre mondiale.
- Robert Fesler (1887-1931) : bourgmestre de Marchienne-au-Pont, conseiller provincial et député national.
- Jules Bastin (1889-1944) : général et chef de la Résistance belge (Armée secrète).
- René de Cooman (1894-1960) : député, président du Conseil provincial du Hainaut, président de l'intercommunale pour les soins de santé de la région de Charleroi et membre de la Résistance intérieure belge pendant la Seconde Guerre mondiale.
- Jacques Depelsenaire (1923-2009), promotion 1940 : architecte urbaniste.
- Hervé Hasquin, promotion 1960 :  docteur en histoire, professeur à l'ULB, Ministre-président de la Communauté française de Belgique, secrétaire perpétuel de l’Académie royale des sciences, des lettres et des beaux-arts de Belgique.
- Eric Massin, promotion 1981 : avocat au barreau de Charleroi, bourgmestre de Charleroi et député à la Chambre des représentants.
- Olivier Chastel, promotion 1982 : pharmacien (ULB), ministre fédéral et député européen.